# Protodiaspis vara
Protodiaspis vara är en insektsart som beskrevs av Hoke 1928. Protodiaspis vara ingår i släktet Protodiaspis och familjen pansarsköldlöss. Inga underarter finns listade i Catalogue of Life.